# عمر شغیوی
عمر شغیوی (عربی: عمر الشغيوي؛ ۱ ژانویهٔ ۱۹۲۸) رهبر مقاومت لیبی بود که با استعمار ایتالیایی مبارزه کرد. شغیوی از شهر هون در مرکز لیبی آمد. او به اعدام محکوم شد و توسط نیروهای ایتالیایی تحت رهبری رودولفو گریزیانی پس از «نبرد افیا» حلق‌آویز شد. او با زهره رمضان آغا عوجی (عربی: زهرة رمضان آغا العوجی) ازدواج کرد و سه فرزند داشت: محمد شغیوی، حسن شغیوی و ادریس شغیوی.